# Anya Taylor-Joy
Anya-Josephine Marie Taylor-Joy (n. 16 aprilie 1996, Miami, Florida, SUA) este o actriță cu cetățenie americană-britanică și origini argentiniene din partea tatălui, care a câștigat în carieră numeroase premii, printre care Globul de Aur și a fost nominalizată la premiile BAFTA și premiile Emmy.
Primul rol de succes din carieră a venit în 2015, în filmul horror Vrăjitoarea. În 2016, a jucat într-un alt horror, Split, făcând apoi parte și din distribuția continuării acestuia, Glass din 2019. A primit în 2017 Trophée Chopard la Festivalul Internațional de Film de la Cannes din 2017 pentru rolul din comedia neagră Thoroughbreds.
Taylor-Joy a apărut în sezoanele cinci și șase ale dramei de televiziune Peaky Blinders (2019–2022) și a interpretat-o pe Emma Woodhouse în drama de epocă Emma (2020), care i-a adus o nominalizare la Globul de Aur. În 2020, ea a primit aprecieri și recunoaștere internațională pentru interpretarea ei ca minunea de șah Beth Harmon în miniseria Netflix The Queen's Gambit, câștigând un Glob de Aur și un premiu Screen Actors Guild Award, precum și o nominalizare pentru un Primetime Emmy. De atunci, Taylor-Joy a jucat în filmele Last Night in Soho (2021), The Northman (2022), The Menu (2022), The Super Mario Bros. Movie (2023) și Dune: Part Two (2024).
Taylor-Joy s-a născut la Miami, în Florida, fiind cel mai mic dintre șase copii. Mama sa este englezoaică de origine sud-africană și spaniolă, care lucrează ca fotograf și designer de interior; tatăl său este scoțian-argentinian, un fost bancher internațional. Taylor-Joy s-a mutat la Buenos Aires când era copil, vorbind doar spaniola, înainte de a se muta la Londra la vârsta de șase ani. A urmat la Hill House Preparatory School din Kensington, urmată de Northlands School din Argentina și Queen's Gate School din Londra. A făcut cursuri de balet.